# دوغلاس شيرر
كان دوجلاس جراهام شيرر (بالإنجليزية: Douglas graham shearer)‏
(17 نوفمبر 1899-5 يناير 1971) رائدًا في مجال تصميم الصوت والذي لعب دورًا رئيسيًا في تطوير تكنولوجيا الصوت للأفلام المتحركة. حصل على سبع جوائز أوسكار عن عمله. في عام 2008 تم وضعه في شارع المشاهير الكندي.

## بداية حياته وعمله
ولد شيرر في ويسماونت، كيبك لعائلة مهمة، لكن مرت عائلته بأوقات عصيبة عندما خسر والده في تجارته، مما أدى في النهاية إلى انفصال والديه، ظل شيرر مع والده أندرو في مونتريال بينما أخواته نورما شيرر نجمة مترو غولدوين ماير وأثول شيرر والتي أيضاً كانت ممثلة في هوليوود انتقلتا إلى الولايات المتحدة وتحديداً ولاية نيويورك مع أمهم إيدث.
لعدم القدرة على تحمل تكاليف الجامعة، ترك شيرر دراسته وعمل في عدة وظائف. في 1924 سافر شيرر هوليوود، كاليفورنيا ليزور أمه وأخواته اللَّاتي انتقلن إلى هناك قبل عدة سنوات. قرر البقاء هناك والتوظُّف في مترو غولدوين ماير والتي كانت أخته أيضًا تعمل معهم.
في أم جي أم، عمل كمساعد في قسم الكاميرا في الاستوديو، وأهتم أكثر إلى إضافة الصوت إلى الأفلام. أدى هذا الاهتمام إلى العمل لمدة أربعة عقود في الرسوم المتحركة. قال «ما كنت أعرفه عن الصوت أنه كان يمكن أن تضعه باختصار». «بين عشية وضحاها أصبحت الوحيد في قسم الصوت. لقد أمروني بالقيام بالمهمة؛ لم يعطوها لي. وربما لم يكونوا ليُعطوها لي إلا أنهم كانوا يائسين».
أصبح دوغلاس مخترعًا ومبتكرًا هامًا في مجال تقنية الصوت، حيث كانت إحدى مساهماته العديدة عبارة عن نظام طوره للقضاء على ضوضاء الخلفية غير المرغوب فيها، يشبه الموجود حاليًا نظام عزل الضوضاء.
خلال مسيرته الطويلة، تم ترشيح شيرر واحدًا وعشرين مرة لجوائز الأوسكار، وفاز بسبع جوائز أوسكار عن المؤثرات الصوتية والخاصة.
كان مخرج تسجيل في معظم الأفلام التي أنتجتها أم جي أم بين عامي 1930 و 1953.
تم تعيين شيرر مديرًا للبحوث الفنية في الاستوديو عام 1955؛ وبحلول الوقت الذي تقاعد فيه في عام 1968، كان شيرر قد فاز بسبع جوائز أكاديمية علمية أو تقنية إضافية.
في تلخيص لمسيرته المهنية، ذكرت ذي فيلم إنكلوبيديا بواسطة إفرايم كاتز (2001) أنه «خلال أكثر من 40 عامًا مع أم جي أم، ساهم شيرر أكثر من أي رجل آخر في هوليوود في إتقان الصوت السينمائي.»

## الحياة الشخصية
تزوج شيرر من ماريون تيلدن في مونتريال في سبتمبر 1922. وتوفيت في 6 يونيو 1931، وفي العام التالي تزوج آن كننغهام في كاليفورنيا. أعلنت ذي فيلم ديلي في عددها الصادر في 4 أكتوبر 1932، أن "دوغلاس شيرر، رئيس قسم الصوت أم جي أم قد عاد إلى هوليوود من" شهر عسل جوي "مع عروسه، آن كننغهام. أنجب الزوجان ولدين، مارك وستيفن. في وقت لاحق تزوج من أڤايس كوري.

## الوفاة
توفي شيرر في كولفر سيتي، كاليفورنيا سنة 1971

## جوائز
جوائز
- جائزة الأوسكار لأفضل خلط أصوات، عن عمل: البيت الكبير[6]
- جائزة الأوسكار لأفضل خلط أصوات، عن عمل: بداية العزف[7]
- جائزة الأوسكار لأفضل خلط أصوات، عن عمل: سان فرانسيسكو[8]
- جائزة الأوسكار لأفضل خلط أصوات، عن عمل: كاروسو العظيم[9]
- جائزة الأوسكار لأفضل خلط أصوات، عن عمل: مارييتا الشقية[10]
- شارع المشاهير الكندي [الإنجليزية]‏

## وصلات خارجية
- دوغلاس شيرر على موقع IMDb (الإنجليزية)
- دوغلاس شيرر على موقع أول موفي (الإنجليزية)
- دوغلاس شيرر على موقع قاعدة بيانات الفيلم (الإنجليزية)